# إيفان فيديونينسكي
إيفان إيفانوفيتش فيديونينسكي (بالروسية: Иван Иванович Федюнинский؛ 30 يوليو 1900 - 17 أكتوبر 1977) قائد عسكري سوفيتي حاصل على لقب بطل الاتحاد السوفيتي عام 1939.